# Leon Armenowitsch Tachtadschjan
Leon Armenowitsch Tachtadschjan (russisch Леон Арменович Тахтаджян, englische Transkription Leon Takhtajan; * 1950)  ist ein russischer mathematischer Physiker.
Tachtadschjan, Sohn des armenisch-sowjetischen Botanikers Armen Tachtadschjan, wurde 1975 bei Ludwig Faddejew am Steklow-Institut in Leningrad promoviert (Vollständige Integrabilität der Gleichung {\displaystyle u_{tt}+u_{xx}+\sin(u)=0}). Er war danach am St. Petersburger Steklow-Institut und ist seit den 1990er Jahren Professor an der State University of New York at Stony Brook (SUNY). Er ist dort Vorstand der Mathematikfakultät. Er ist Fellow der American Mathematical Society.
Er befasst sich mit integrablen Systemen der mathematischen Physik (wie Solitonentheorie) und Anwendungen von Quantenfeldtheorien und Modellen der Stringtheorie auf algebraische Geometrie und komplexe Analysis. Unter anderem untersuchte er Quantenfeldtheorien auf algebraischen Kurven und zugehörige Reziprozitätsgesetze, zweidimensionale Quantengravitation und Weil-Petersson Geometrie des Modulraums, die Kählergeometrie des universellen Teichmüllerraums und Spurformeln.
1983 war er Invited Speaker auf dem Internationalen Mathematikerkongress in Warschau (Integrable models in classical and quantum field theory).

## Schriften
- mit Ludwig Faddejew,  Jewgeni Konstantinowitsch Skljanin The quantum inverse problem method, Theoretical and Mathematical Physics, Band 40, 1980, S. 688
- Quantum field theories on an algebraic curve,  Lett. Math. Phys., Band 52, 2000, S. 79–91
- mit Faddejew Hamiltonian methods in the theory of solitons, Springer Verlag, 1987, 2007
- mit L.-P. Teo Weil-Petersson Metric on the Universal Teichmuller Space,  Memoirs of the Amer. Math. Soc. 183, 2006
- Quantum mechanics for mathematicians, American Mathematical Society 2008